# Padok

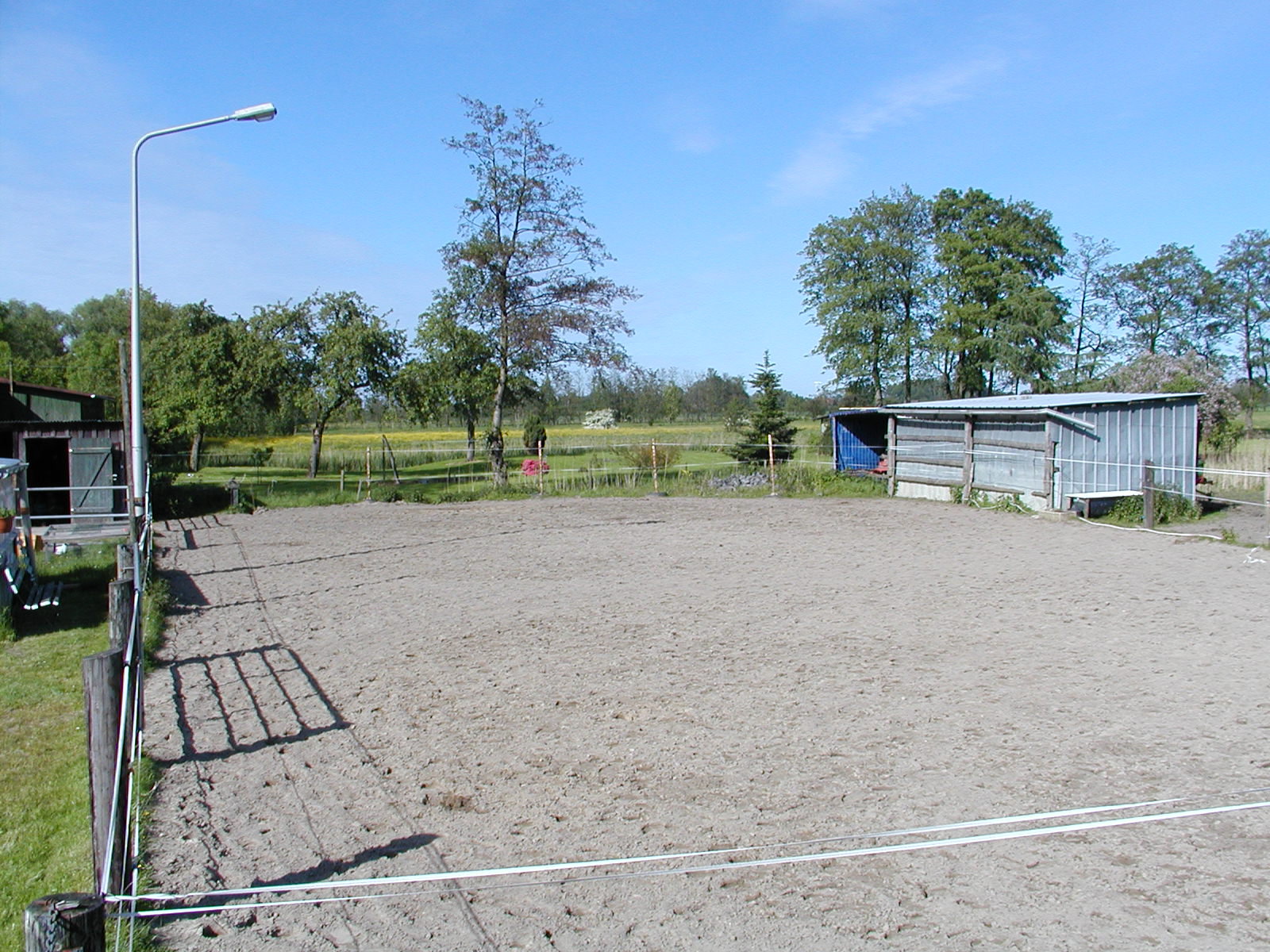
Písečný padok

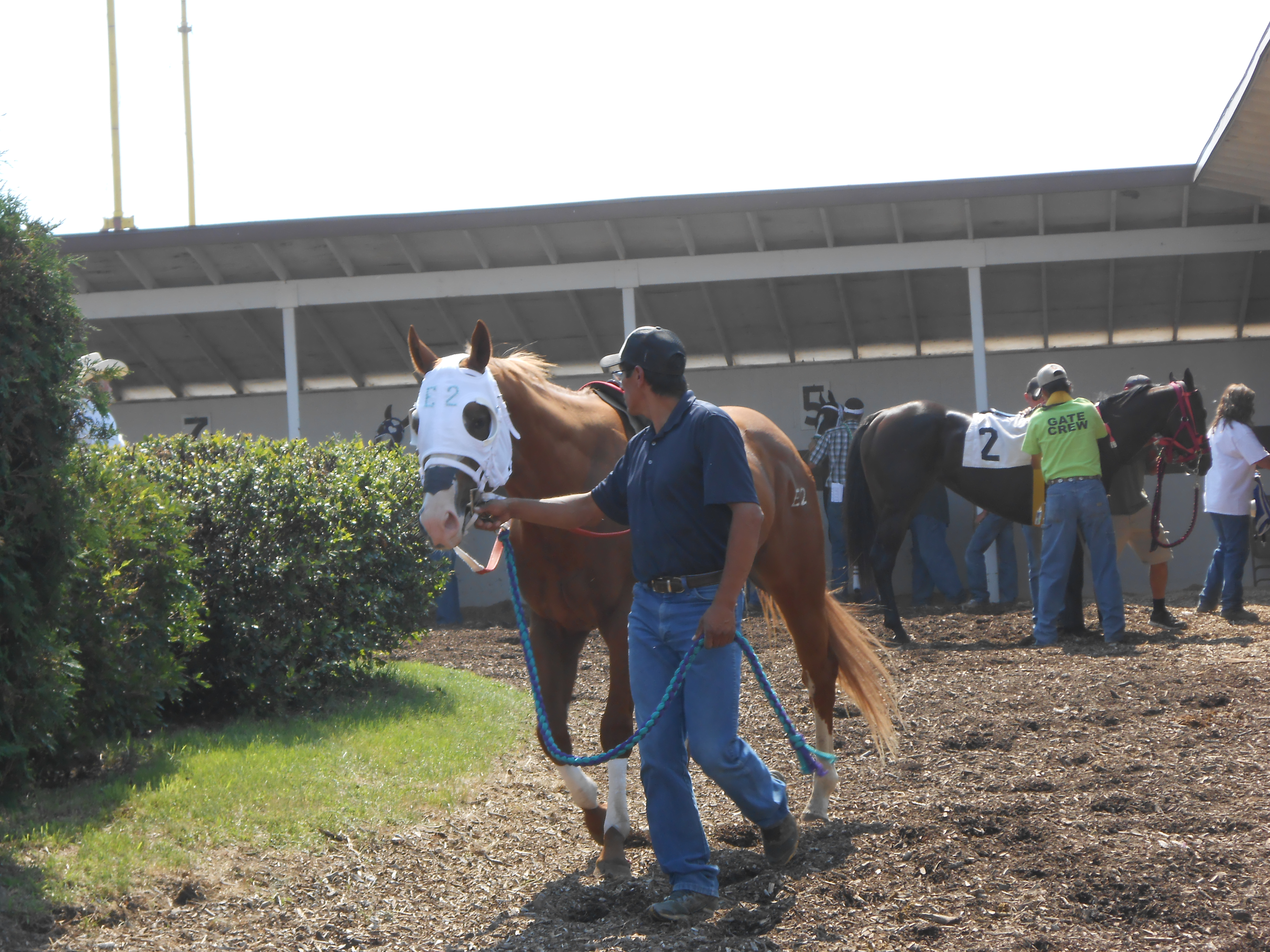
Koně v padoku na výstavišti Montana ExpoPark

Padok (z anglického paddock) je druh ohrady pro koně, často s prašným či písčitým povrchem. V dostihovém prostředí se tak označuje místo, kde se koně shromažďují před dostihem a kde si je novináři, případně veřejnost, mohou prohlédnout. Trenéři a majitelé koní zde udílejí jezdcům poslední pokyny před závodem (tzv. ordre), ti pak nasedají a míří na dráhu.